# Castiglione di Sicilia
Castiglione di Sicilia (sizilianisch: Castigghiuni di Sicilia) ist eine italienische Gemeinde in der Metropolitanstadt Catania in der Autonomen Region Sizilien mit 2889 Einwohnern (Stand 31. Dezember 2023) und ist Mitglied der Vereinigung I borghi più belli d’Italia (Die schönsten Orte Italiens).

## Lage und Daten
Castiglione di Sicilia liegt 56 Kilometer nördlich von Catania am nördlichen Hang des Ätnas. Die Einwohner arbeiten hauptsächlich in der Landwirtschaft und der Industrie. Darüber hinaus ist Castiglione di Sicilia bekannt für seine Stickereien.
Die Nachbargemeinden sind Adrano, Belpasso, Biancavilla, Bronte, Calatabiano, Francavilla di Sicilia (ME), Gaggi (ME), Graniti (ME), Linguaglossa, Maletto, Malvagna (ME), Mojo Alcantara (ME), Motta Camastra (ME), Nicolosi, Piedimonte Etneo, Randazzo, Roccella Valdemone (ME), Sant’Alfio, Taormina (ME) und Zafferana Etnea.

## Geschichte
Im Jahre 496 v. Chr. wurde die Stadt von vertriebenen Einwohnern aus Naxos gegründet. Sie war griechische Kolonie, später arabische Festung und im frühen Mittelalter Königsstadt der Normannen.
Am 12. August 1943 verübten Soldaten der Fallschirm-Panzer-Division 1 Hermann Göring ein Massaker an der Zivilbevölkerung des Ortes, vermutlich nach einem kleineren Zwischenfall ohne Tote in der Nacht davor im benachbarten Ort Cesarò. Der Vorfall wurde unter anderem von Leonardo Sciascia beschrieben. An die 16 Toten erinnert heute eine Gedenktafel am Rathaus von Castiglione di Sicilia.

## Sehenswürdigkeiten
Sehenswert im Ort sind die Ruinen des mittelalterlichen Schlosses, diese Ruinen prägen auch heute das Stadtbild. Die Kirche San Pietro e Paolo ist die Pfarrkirche. Sie liegt in der Nähe der Piazza del Municipio. Die Kirche stammt aus normannischer Zeit, Reste der Außenmauer sind noch zu sehen. Der Glockenturm stammt aus dem Jahre 1709. Nicht weit weg von der Kirche San Pietro liegt die Kirche San Benedetto mit einem Bild der Madonna mit dem Kind aus dem 18. Jahrhundert.
Am Platz Piazza Sant’Antonio stehen der barocke Palazzo Camardi und die Kirche Sant’Antonio aus dem 18. Jahrhundert. Im Inneren der Kirche sind Marmoreinlagen und ein Marmoraltar zu sehen. In der Via Catena steht die Kirche Sant'Antonio Abbate aus dem 18. Jahrhundert. Der Grundriss besitzt die Form eines griechischen Kreuzes.
Die Kirche Santa Domenica liegt in der Nähe des Flusses Alcantara. Die Kirche stammt aus byzantinischer Zeit und hat einen viereckigen Grundriss mit einer falschen Kuppel. In Richtung Francavilla di Sicilia steht die aus dem 14. Jahrhundert stammende Kirche San Nicola.

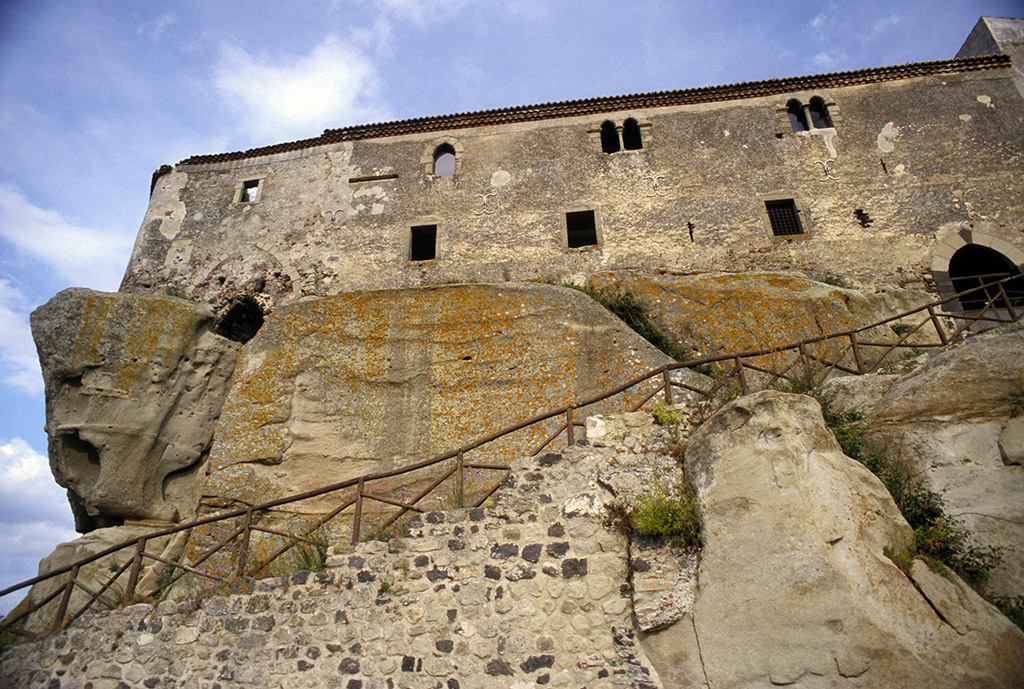
Castello des Ruggiero di Lauria
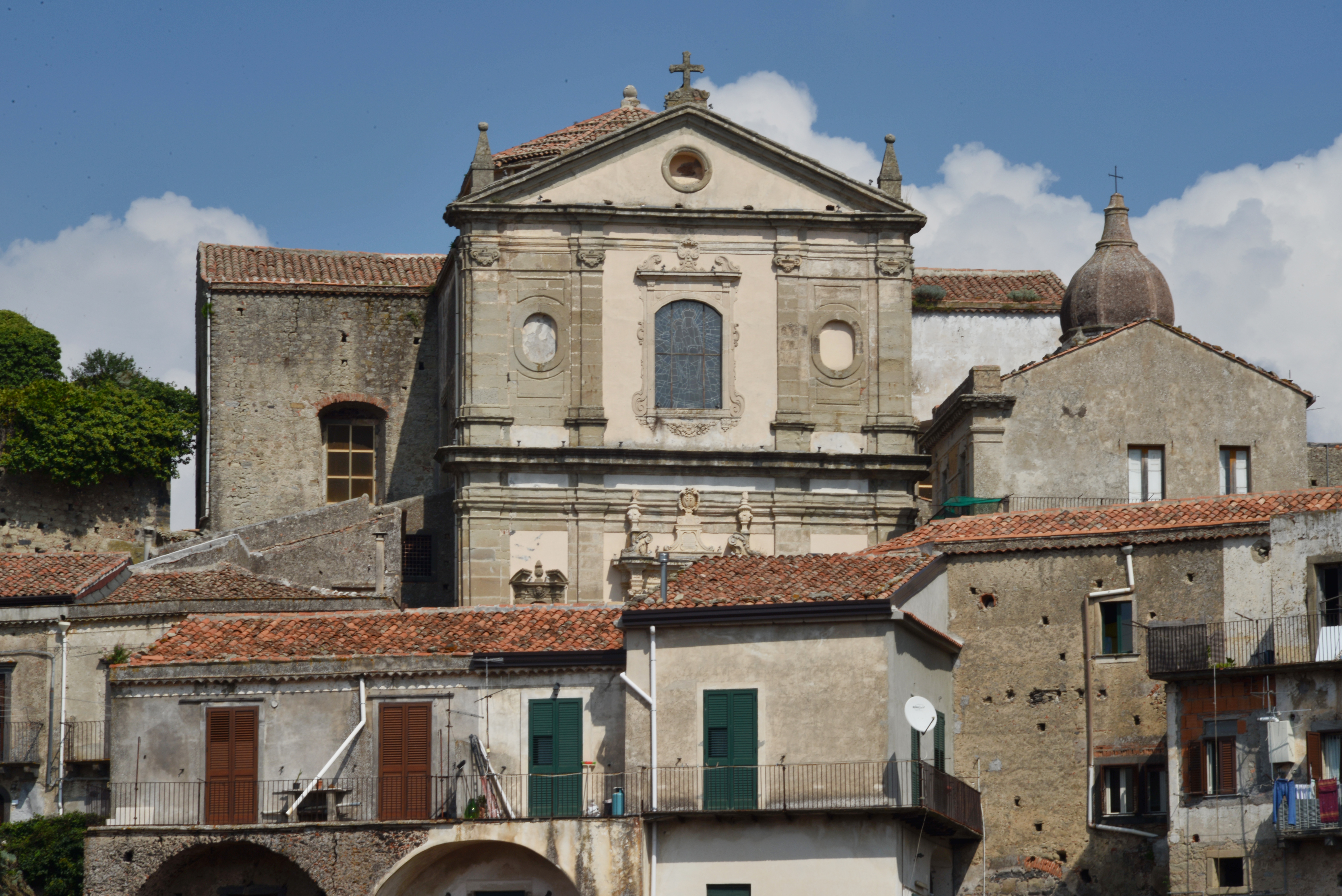
Basilica Madonna della Catena
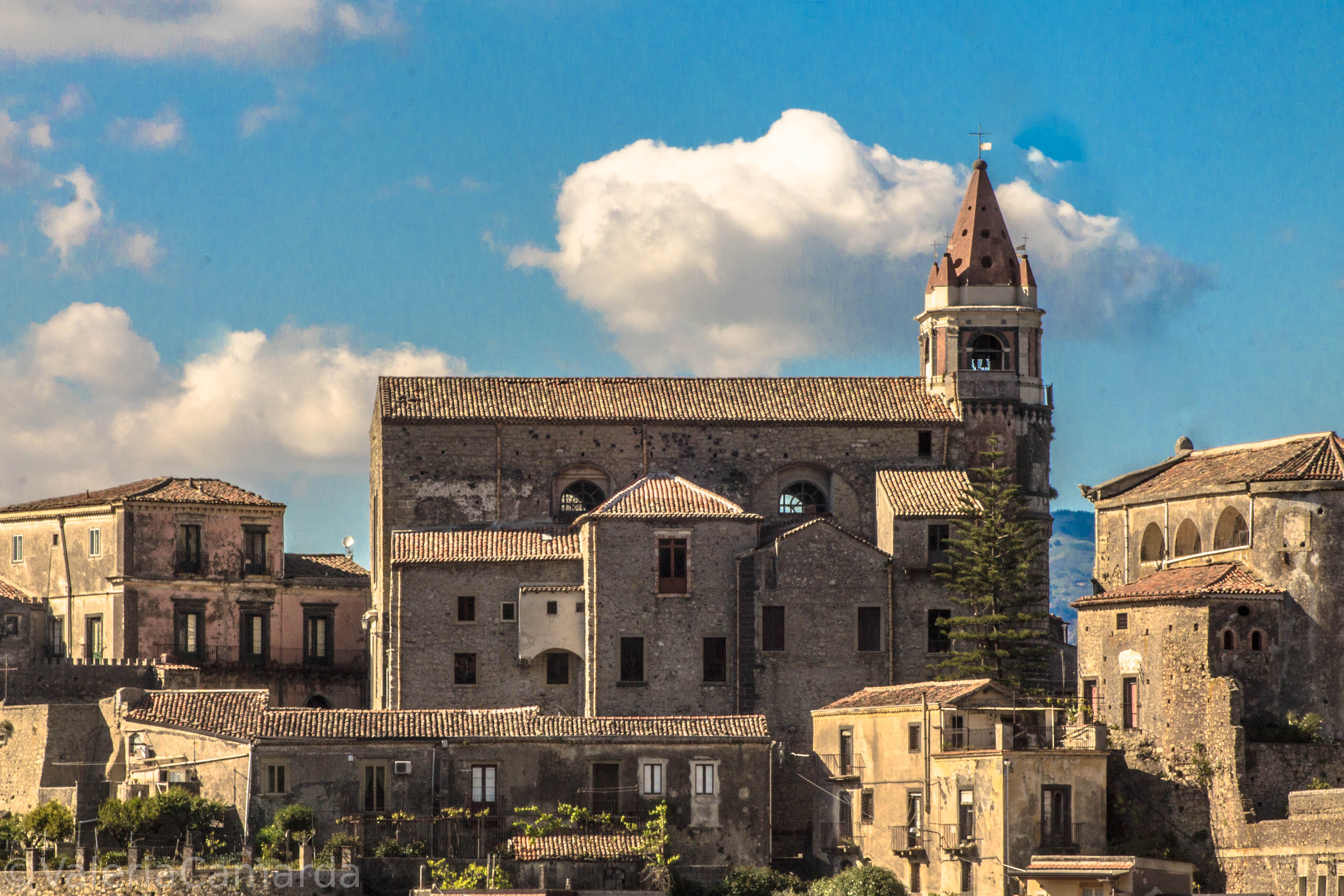
Chiesa San Pietro e Paolo
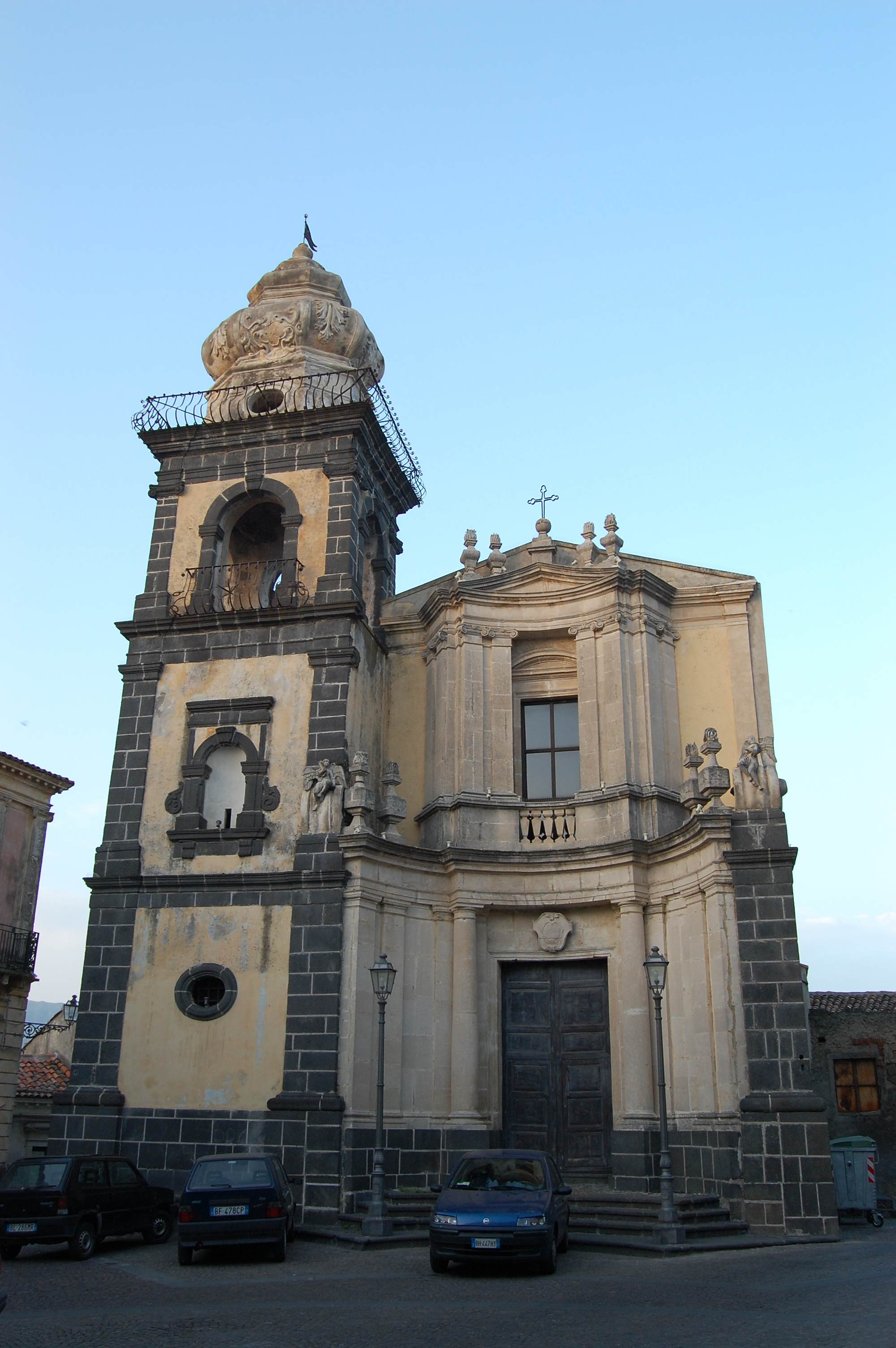
Chiesa di Sant’Antonio
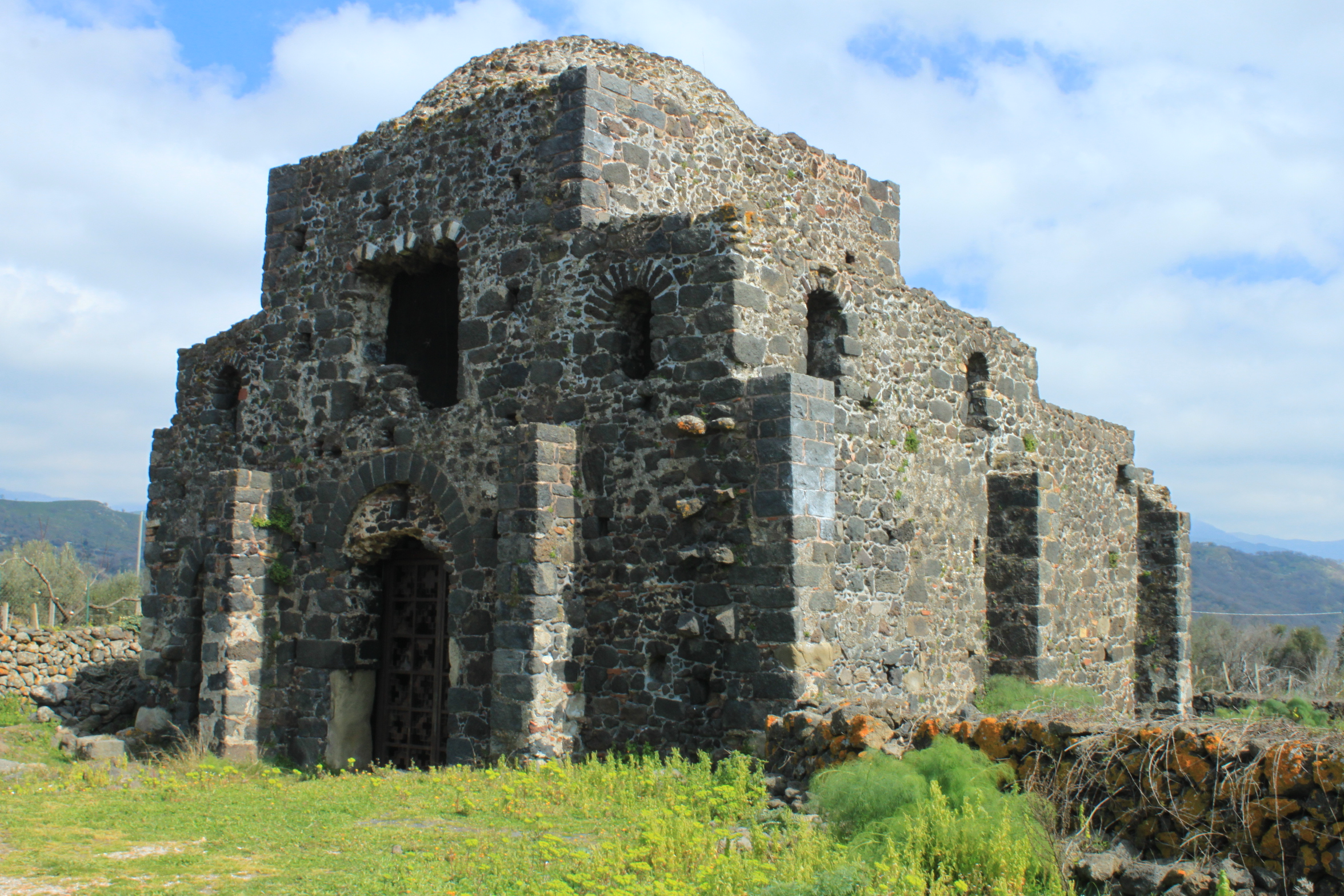
Cuba di Santa Domenica, Mitte 11. bis Mitte 12. Jahrhundert
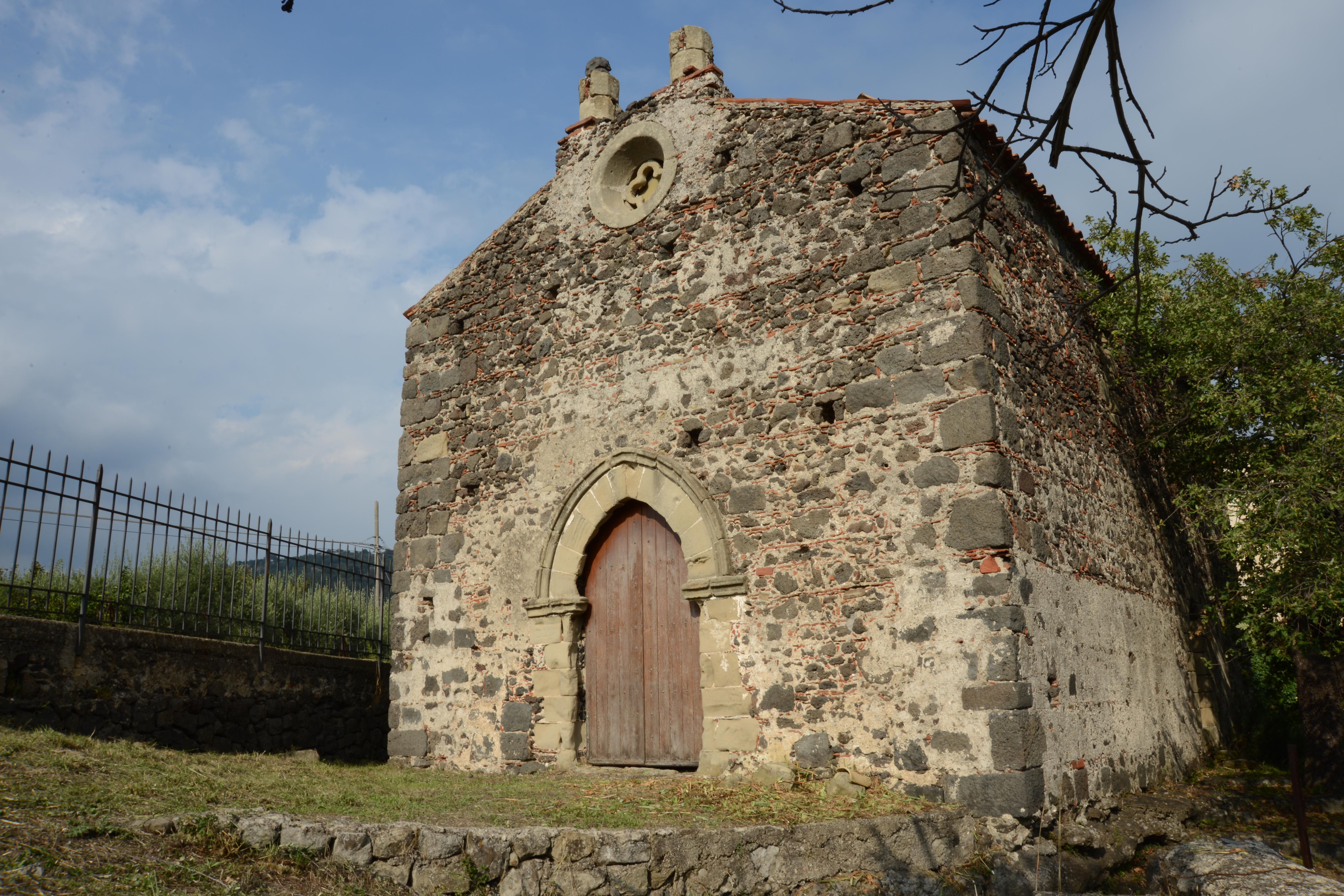
Chiesa di San Nicola

## Söhne und Töchter der Gemeinde
- Alfredo Niceforo (1876–1960), Soziologe und Kriminologe
- Gaetano Alibrandi (1914–2003), Erzbischof und Diplomat des Heiligen Stuhls

## Sport
Auf dem Gemeindegebiet befindet sich ein Golfclub mit einer 18-Loch-Anlage.